# Kamerloos langgraf

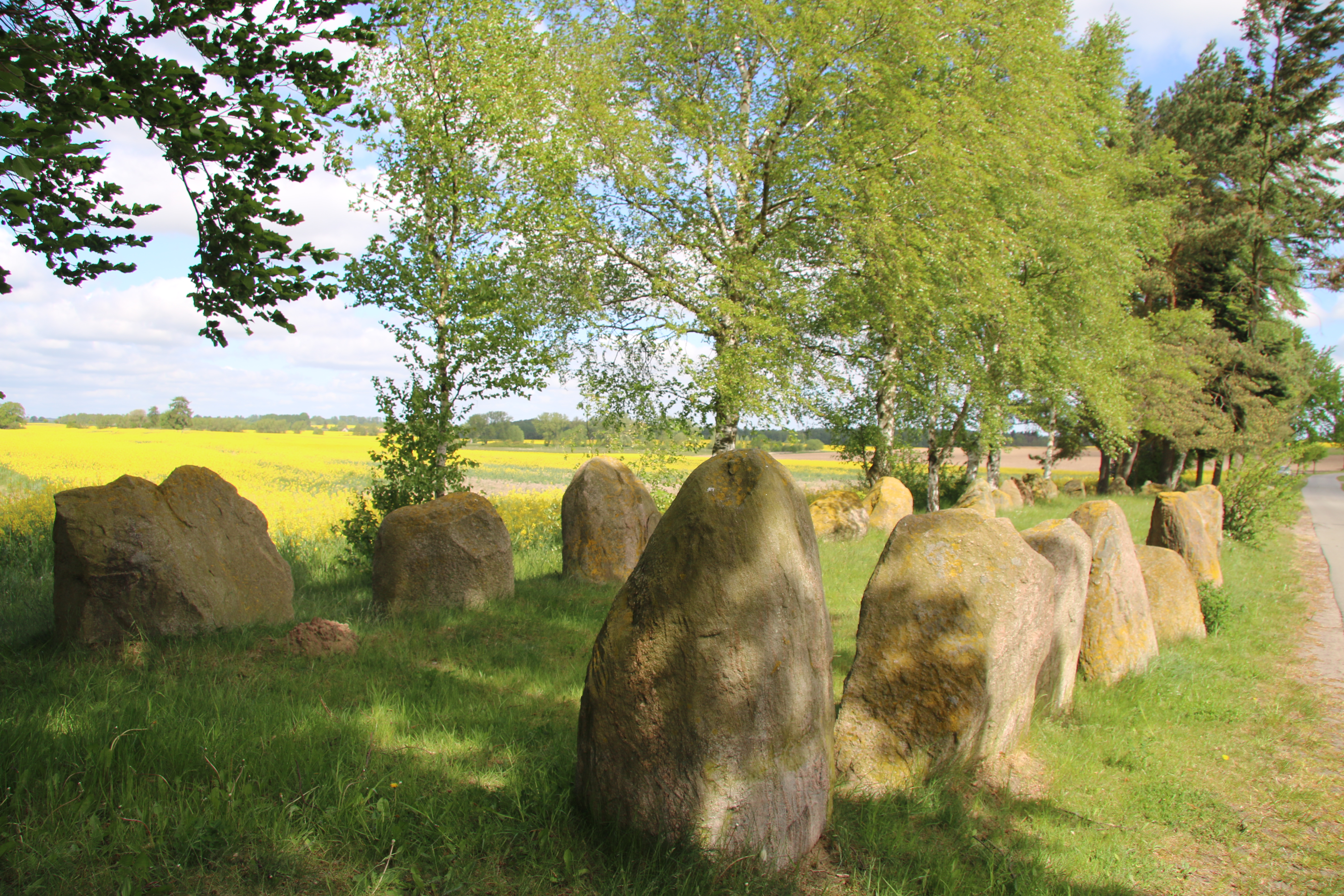
Het Hünenbett ohne Kammer von Stralendorf is het grootste van zijn soort

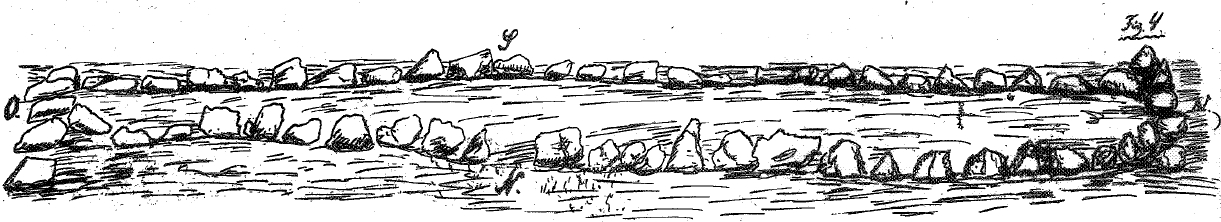
Großsteingrab Vehlitz Herms, 1928

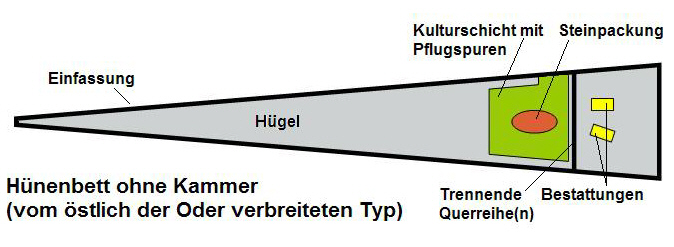
Schema van een hunebed zonder kamer in Polen

Een kamerloos langgraf (Engels: unchambered long barrow, Duits: Hünenbett ohne Kammer, kammerloses Hünenbett of kammerloses Langbett) is een type langgraf dat voorkomt in het gebied van Bretagne, de Britse Eilanden, Denemarken en Noord-Duitsland tot aan de Wisła in Polen.
Het is een type hunebed, er is bij het bouwwerk geen megalitische kamer aanwezig. Het type wordt in Groot-Brittannië unchambered long barrow, earthen long barrow, non-megalithic long barrow of non-megalithic mound genoemd.

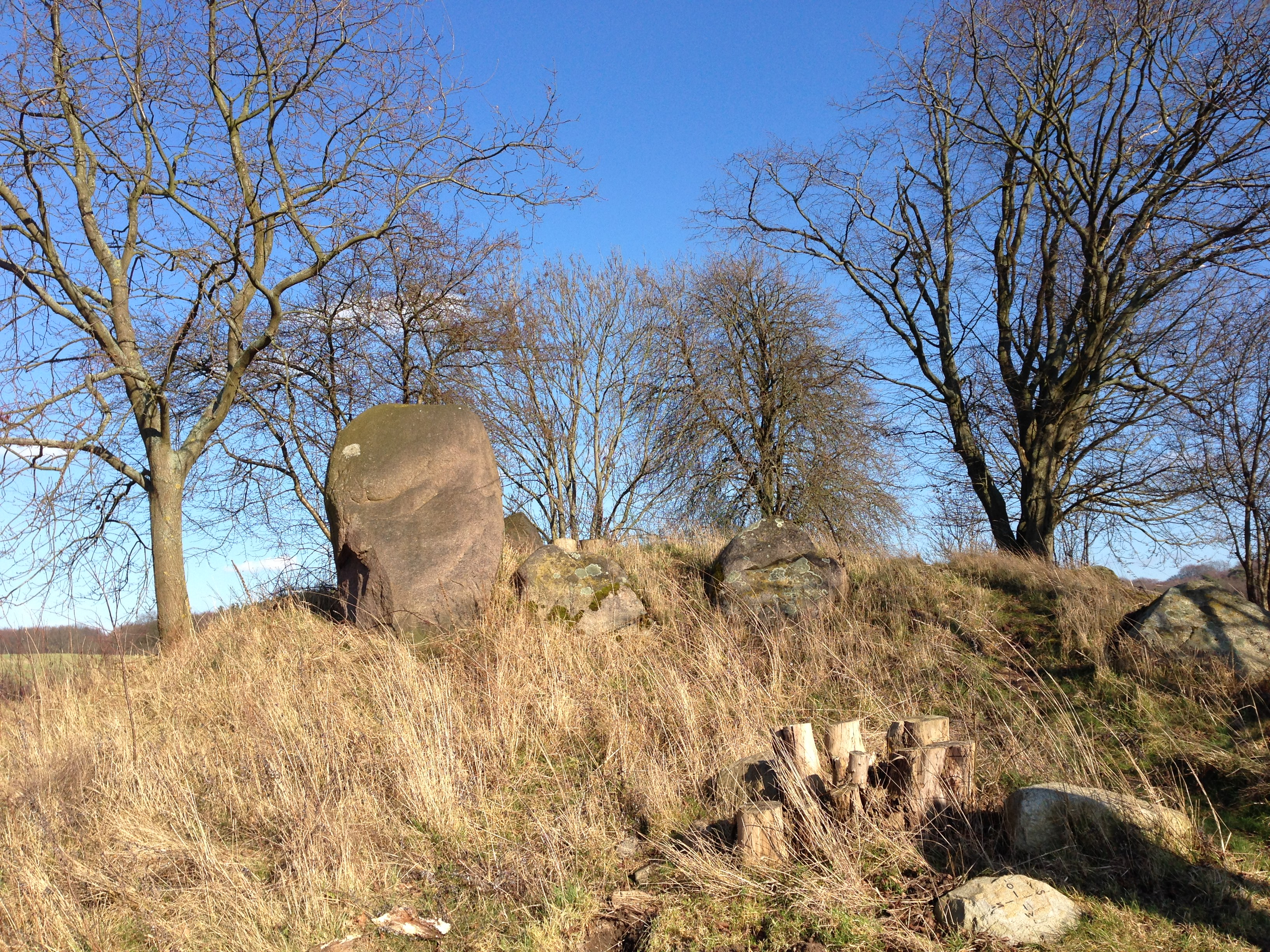
Großsteingrab von Kritzow
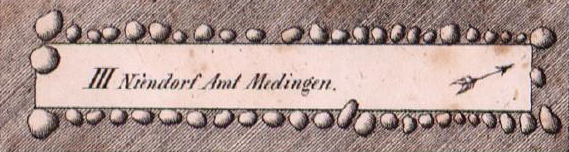
Graf 7 van de Großsteingräber bei Niendorf I
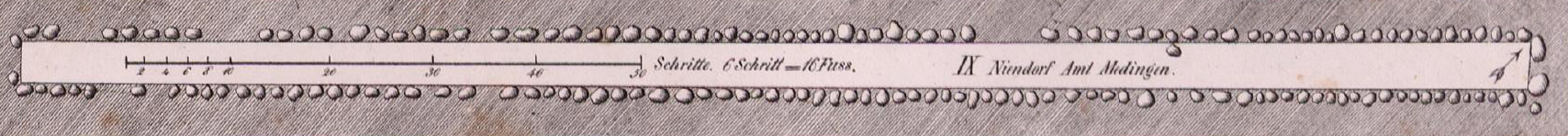
Graf 8 van de Großsteingräber bei Niendorf I